# Gordon Tullock
Gordon Tullock (13 de fevereiro de 1922 - 3 de novembro de 2014) foi um economista e professor de direito e economia na George Mason University School of Law. Ele é mais conhecido por seu trabalho na teoria da escolha pública, a aplicação do pensamento econômico a questões políticas. Ele foi uma das figuras fundadoras em seu campo. 

## Infância e educação
Natural de Rockford, Illinois e formado pela Rockford Central High School, Tullock frequentou a Universidade de Chicago e, após uma pausa para o serviço militar durante a Segunda Guerra Mundial, recebeu um Juris Doctor em 1947. Após um breve período em consultório particular, ingressou no Serviço de Relações Exteriores naquele outono. Depois de completar o treinamento, ele foi enviado para Tianjin, China, mais tarde recebendo instrução da língua chinesa em Yale e Cornell e postagens subsequentes em Hong Kong e Coréia. Ele renunciou ao Serviço de Relações Exteriores em 1956.  Embora ele originalmente pretendesse seguir uma carreira como comerciante estrangeiro no Extremo Oriente, seu trabalho em The Politics of Bureaucracy eventualmente o levou a começar a colaborar com James M. Buchanan na Universidade da Virgínia, enquanto Tullock trabalhava na Universidade da Carolina do Sul ensinando estudos internacionais. 

## Carreira acadêmica
A colaboração de Tullock com Buchanan produziu The Calculus of Consent: Logical Foundations of Constitutional Democracy (1962), que rapidamente se tornou um trabalho seminal no novo campo da escolha pública. Mais tarde, ele se juntou a Buchanan como colega de faculdade na Virgínia. Apesar de Tullock nunca ter feito nenhum curso de economia, por quatro anos Buchanan e Tullock dirigiram um programa de pesquisa em economia. Eles fundaram um novo periódico para seu campo (1966), primeiro chamado Papers in Non-Market Economics e, eventualmente, intitulado Public Choice, onde convidavam artigos que aplicavam a teoria econômica a todos os tipos de fenômenos não comerciais, especialmente no domínio do governo e da política. Apesar do sucesso do livro e da revista, divergências com a administração da UVA acabaram levando Tullock a sair.
Em 1967, Tullock identificou muitos dos conceitos do que veio a ser conhecido como rent-seeking em um artigo seminal. 

## Rent-seeking
Tullock desenvolveu uma teoria conhecida como rent-seeking. Rent-seeking, de acordo com a teoria da escolha pública, é garantir lucros por meio do processo político e não pelo processo de troca de mercado. Um exemplo de busca de renda é quando uma empresa, sindicato ou grupo de interesse especial pressiona atores políticos (por exemplo, políticos ou burocratas) para influenciar a legislação de maneira benéfica a eles. Isso pode levar a um risco moral quando os políticos tomam decisões políticas com base no lobby em vez da eficiência da política.
Tullock também formulou e considerou o paradoxo de Tullock, ou seja, o paradoxo de por que o rent-seeking é tão barato.